# Eutrichota inornata
Eutrichota inornata este o specie de muște din genul Eutrichota, familia Anthomyiidae. A fost descrisă pentru prima dată de Friedrich Hermann Loew în anul 1873. Conform Catalogue of Life specia Eutrichota inornata nu are subspecii cunoscute.